# Dorothy E. Smith
Dorothy Edith Smith (Northallerton, 6 de julho de 1926 – Vancouver, 3 de junho de 2022) foi uma socióloga canadense com interesses de pesquisa em várias disciplinas, incluindo estudos sobre as mulheres, psicologia e estudos educacionais, bem como em certas sub-áreas da sociologia, como a teoria feminista, estudos de família e metodologia. Smith fundou a teoria feminista do ponto de vista e a etnografia institucional.

## Biografia
Smith nasceu em Northallerton, Yorkshire, Inglaterra, filha de Dorothy F. Place e Tom Place, que também tiveram três filhos. Um de seus irmãos, Ullin Place, é bem conhecido por seu trabalho sobre a consciência como um processo do cérebro; outro é o conhecido poeta britânico Milner Place.
Smith estudou na Escola de Economia de Londres, sendo diplomada em Sociologia, com especialização em Antropologia Social, em 1955. Ela então se casou com William Reid Smith, que ela conheceu enquanto frequentavam a LSE e eles se mudaram para os Estados Unidos. Ambos fizeram sua pós-graduação na Universidade da Califórnia, Berkeley, onde ela se doutorou em Sociologia, em 1963, nove meses após o nascimento de seu segundo filho. Não muito tempo depois, ela e seu marido se divorciaram; ela ficou com a guarda dos filhos. Em seguida, ela ensinou como professora na universidade de Berkeley, de 1964 a 1966. Em 1967, mudou-se com seus dois filhos para Vancouver, British Columbia para lecionar na Universidade de British Columbia, onde ajudou a estabelecer o Programa de Estudos sobre a Mulher. Em 1977 mudou-se para Toronto, Ontário , para trabalhar no Ontario Institute for Studies in Education, onde ficou até que ela se aposentou. Em 1994, ela se tornou professora adjunta na Universidade de Victoria, onde continua seu trabalho de etnografia institucional.

## Teoria do Ponto De Vista
Foi durante seu tempo como estudante de pós-graduação na década de 1960, que Smith desenvolveu sua noção de ponto de vista. Durante esse período, Smith reconhecia que ela mesma estava enfrentando "duas subjetividades, a casa e a universidade", e que esses dois mundos não poderiam ser misturados. Em reconhecimento do seu próprio ponto de vista, Smith percebeu o fato de que, na sociologia, faltava a noção de ponto de vista. Nesse sentido, os métodos e as teorias da sociologia havia sido formados e construídos em um mundo social dominado por homens, sem levar em conta o mundo da reprodução sexual, das crianças e dos assuntos domésticos. 

## Morte
Smith morreu em Vancouver, no dia 3 de junho de 2022, aos 95 anos de idade.